# Patareshnes
Patareshnes, trước đây bị viết sai là Penreshnes, là một vương hậu sống vào thời kỳ đầu của Vương triều thứ 22 trong lịch sử Ai Cập cổ đại.

## Tiểu sử
Patareshnes là một trong hai vương hậu được biết đến của pharaon Shoshenq I, một Đại thủ lĩnh người Libya đã sáng lập nên Vương triều thứ 22. Vị vương hậu còn lại là Karomama A, người đã sinh ra pharaon kế vị Osorkon I.
Patareshnes là con gái của một Đại thủ lĩnh của người Meshwesh (nhưng lại không rõ tên), cho thấy bà cũng có xuất thân là người Libya. Với Shoshenq I, Patareshnes sinh được cho ông ít nhất một người con trai, là Nimlot B, người được vua cha bổ nhiệm làm Tổng chỉ huy quân đội và giao cho trấn giữ vùng Herakleopolis.
Vươn hậu Patareshnes được biết đến từ nhiều nguồn chứng thực, một trong số đó là bức tượng khối của con trai bà, Nimlot B, hiện đang được lưu giữ tại bảo tàng Kunsthistorisches của Vienna (ÄS 5791).